# Setodes viridellus
Setodes viridellus är en nattsländeart som beskrevs av Navás 1932. Setodes viridellus ingår i släktet Setodes och familjen långhornssländor. Inga underarter finns listade i Catalogue of Life.